# 美山町安掛
美山町安掛（みやまちょうあがけ）は、京都府南丹市の地名。安掛は旧美山町の大字。

## 地理
南丹市美山地区の中央部、白尾山系の南麓に位置し、その山裾に集落が立地している。由良川が南西に流れ、それに並行して京都府道38号京都広河原美山線が通る。

## 歴史
古来、都（内裏）への鮎を漁した場所と伝えられている。当村の正覚寺は、蓮如上人の布教により、日蓮宗系から本願寺系となった。

### 沿革
- 古代 弓削郷
- 中世 野々村庄
- 1602年（慶長7年）- 幕府領となる。
- 1619年（元和5年）- 園部小出家領となる。
- 1871年（明治4年）- 園部県を経て京都府桑田郡となる。
- 1879年（明治12年）- 京都府北桑田郡となる。
- 1889年（明治22年）4月1日 - 町村制施行に伴い、北桑田郡安掛村が深見村・長尾村・又林村・下平屋村・上平屋村・野添村・内久保村・荒倉村と合併し、平屋村が発足。旧安掛村域は大字の安掛となる。
- 1950年（昭和30年）4月1日 - 平屋村が宮島村・大野村・知井村・鶴ヶ岡村と合併し、美山町が発足。大字の安掛は美山町に継承される。
- 2006年（平成18年）1月1日 - 美山町が園部町・八木町・日吉町が合併し、南丹市が発足。大字の安掛は美山町安掛となる。

## 世帯数と人口
2019年（令和元年）10月1日現在の世帯数と人口は以下の通りである。
|            | 世帯数 | 人口  |
| ---------- | ------ | ----- |
| 美山町安掛 | 48世帯 | 110人 |

### 人口の変遷
国勢調査による人口の推移。
| 2010年（平成22年） | 134人 | [ 6 ] |  |
| 2015年（平成27年） | 111人 | [ 7 ] |  |

### 世帯数の変遷
国勢調査による世帯数の推移。
| 2010年（平成22年） | 47世帯 | [ 6 ] |  |
| 2015年（平成27年） | 44世帯 | [ 7 ] |  |

## 交通

### 道路
- 国道162号
- 京都府道38号京都広河原美山線

## 施設
- 南丹市立平屋小学校
- 平屋郵便局
- 美山診療所
- 美山漁業協同組合
- 南丹土木事務所美山出張所
- 道の駅美山ふれあい広場 - 国道162号沿いに立地。京都丹波高原国定公園ビジターセンター（愛称・京都の森の案内所）を併設。
- 正覚寺

## その他

### 日本郵便
- 郵便番号 : 601-0722[3]（集配局：美山郵便局[8]）。